# Cerro Largo (Rio Grande do Sul)
Cerro Largo, amtlich Município de Cerro Largo,  ist eine Stadt im Bundesstaat Rio Grande do Sul in Brasilien.
Die Einwohnerzahl betrug 13.289 bei der Volkszählung 2010 und wurde zum 1. Juli 2018 auf 14.074 Einwohner geschätzt. Im 19. Jahrhundert siedelten sich zahlreiche Deutsche an (Deutschbrasilianer). Man findet in der Region den deutschsprachigen Dialekt Riograndenser Hunsrückisch.

## Söhne und Töchter
- Irineu Roque Scherer (1950–2016), römisch-katholischer Bischof von Joinville
- Odilo Pedro Kardinal Scherer (* 1949 als Otto Scherer), römisch-katholischer Erzbischof von São Paulo